# Karangnunggal (Karangnunggal)
Karangnunggal is een bestuurslaag in het regentschap Tasikmalaya van de provincie West-Java, Indonesië. Karangnunggal telt 9432 inwoners (volkstelling 2010).